# Eurya turfosa
Eurya turfosa är en tvåhjärtbladig växtart som beskrevs av François Gagnepain. Eurya turfosa ingår i släktet Eurya och familjen Pentaphylacaceae. Inga underarter finns listade i Catalogue of Life.